# Hallett (stacja antarktyczna)
Hallett – nieistniejąca obecnie stacja polarna należąca do Stanów Zjednoczonych i Nowej Zelandii, położona na Ziemi Wiktorii na Antarktydzie.

## Położenie i warunki

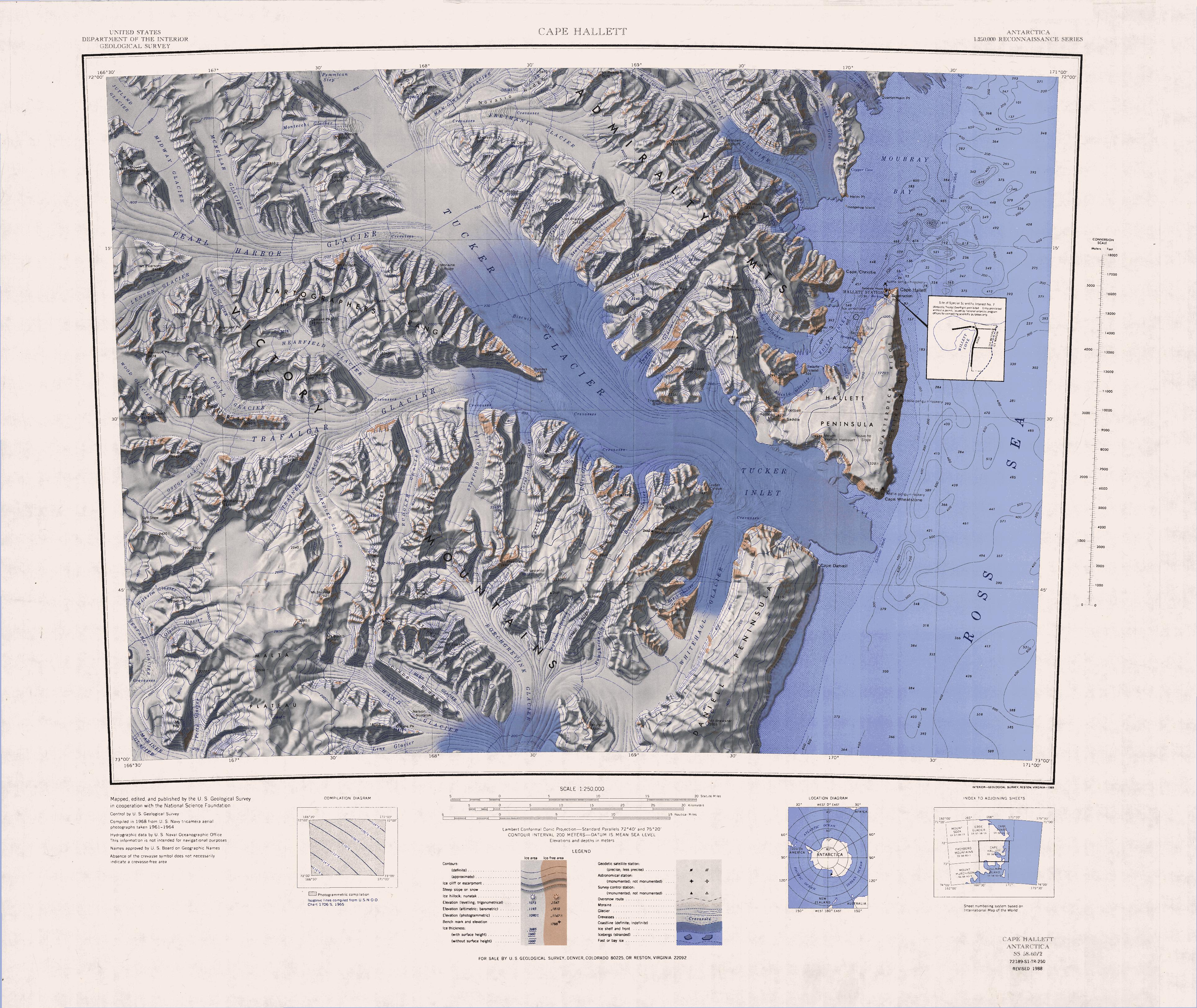
Mapa topograficzna okolic stacji Hallett

Stacja znajdowała się na przylądku Cape Hallett, na północnym krańcu półwyspu Hallett, na Wybrzeżu Borchgrevinka nad Morzem Rossa. Nazwa stacji pochodzi od przylądka, a ten został nazwany przez Jamesa Rossa nazwiskiem członka jego wyprawy. Stacja oprócz części mieszkalnej posiadała budynek, w którym napełniano balony, chatki geomagnetyczne i wieżę do obserwacji zórz. Transport do stacji odbywał się głównie drogą morską, aż do 1961, kiedy wylądował tam pierwszy samolot wyposażony w płozy.

## Historia i działalność
Budowa wspólnej amerykańsko-nowozelandzkiej stacji rozpoczęła się w antarktycznym lecie 1956/57, w ramach Międzynarodowego Roku Geofizycznego. Z obszaru na którym powstała stacja przegnano ponad 8000 pingwinów Adeli i zabezpieczono obszar siatką, aby zapobiec ich powrotowi. Stacja rozpoczęła działalność w lutym 1957. Była ona wykorzystywana głównie do badań geofizycznych, a następnie biologicznych.

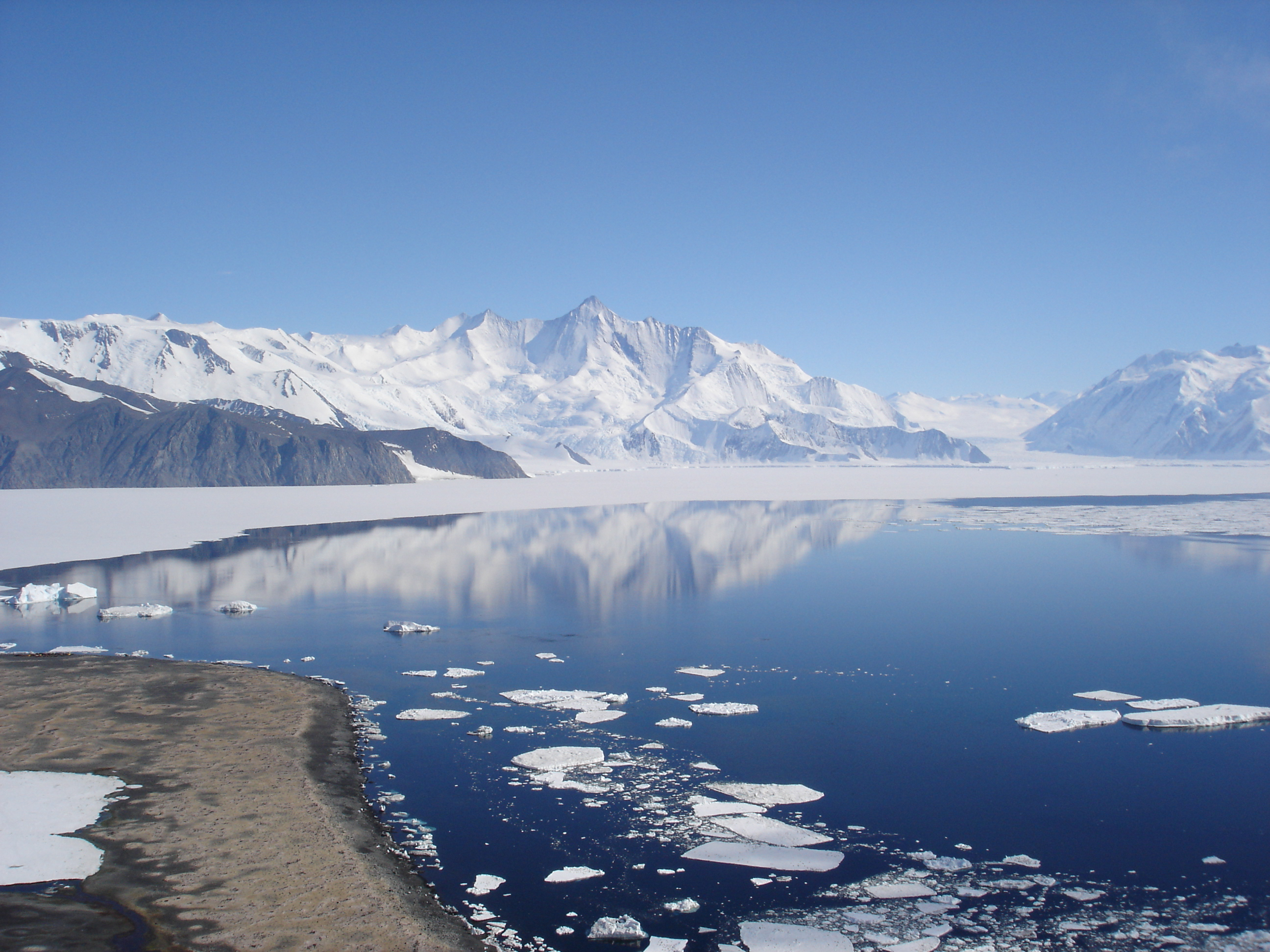
Mount Herschel widziana z przylądka Hallett w styczniu 2006

W Boże Narodzenie 1962 roku pożar zniszczył pierwszy budynek, zawierający warsztat i zbiory naukowców. W marcu 1964 pożar zniszczył główny budynek naukowy i wieżę. Po tym zdarzeniu stacja była wykorzystywana już tylko przez Amerykanów, w sezonie letnim, choć okresowo wspierała badania nowozelandzkie. W lecie 1967/68 Sir Edmund Hillary poprowadził z niej wyprawę na Mount Herschel.
Stacja została ostatecznie opuszczona w 1973 roku. Od 1984 do 1987 r. przeprowadzono prace rozbiórkowe, a wartościowy sprzęt zabrano do nowozelandzkiej bazy Scott. Polarnicy zbudowali kopce lęgowe, aby zachęcić pingwiny do powrotu. W latach 90. Amerykanie zdemontowali stary zbiornik paliwa, a na początku lat 2000. usunięto pozostałe budowle. Pingwiny ponownie zajęły obszar dawnej stacji.